# Bruxa dos Bell

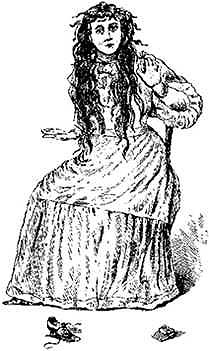
Um desenho de Betsy Bell publicado em 1894.

A Bruxa dos Bell ou a Assombração da Bruxa dos Bell é uma lenda do folclore do sul dos Estados Unidos sobre um poltergeist que envolve a família Bell em Adams no Tennessee. A lenda foi retratada nos filmes An American Haunting de 2006 e The Bell Witch Haunting de 2004 e The Bell Witch Haunting de 2013. Também é possível que possa ter servido de inspiração para o filme The Blair Witch Project.

## A Lenda

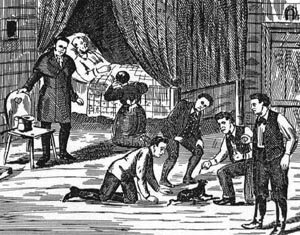
Desenho de 1894 representando a morte de John Bell.

Segundo a lenda, a primeira manifestação da assombração aconteceu em 1817, quando John William Bell Sr. encontrou um animal estranho num campo de milho na sua quinta em Robertson County, em Red River, perto de Adams, Tennessee. O animal, que John descreveu como tendo o corpo de um cão e a cabeça de coelho foi morto por ele a tiro. Mais tarde a família Bell afirmou ouvir o som de alguém a bater à porta e ruídos nas paredes exteriores da casa. Os ruídos acabariam por passar para dentro de casa. Algum tempo depois de os barulhos começarem, Betsy Bell, o membro mais novo da família, disse ter sido atacada por uma força invisível. Com o tempo o poltergeist foi fortalecido, movendo vários objetos pela casa, falando e tendo conversas com a família e convidados. Identificou-se como "Kate Batts", uma vizinha dos Bell que John teria incomodado de alguma forma.
Quando era mais velho, John sofria frequentemente de espasmos faciais que o deixavam sem fala. Morreu no dia 20 de Dezembro de 1820. Perto do seu corpo foi encontrado um pequeno frasco com veneno muito forte que teria ingerido. Quando deram a provar um pouco do líquido que estava no frasco ao gato da família, o animal morreu. A família queimou depois o frasco na lareira.
A versão da lenda contada por Pat Fitzhugh afirma que algumas pessoas acreditavam que o fantasma tinha regressado à casa em 1935, o ano em que tinha dito que o faria ("cem anos e mais sete" depois de 1828) e passou a residir na antiga casa dos Bell. Outros dizem que nesse ano não aconteceu nada fora do normal aos descendentes de Bell nem à comunidade que os rodeava.

## Relatos escritos
O primeiro relato escrito encontra-se na página 833 no livro "Goodspeed History of Tennessee", publicado em 1887 pela Goodspeed Publishing.
O relato mais conhecido encontra-se no livro "An Authenticated History of the Bell Witch of Tennessee" de Martin Van Buren Ingram, publicado em 1894. Uma nova edição deste livro (a maior parte das cópias da primeira edição acabaram por desaparecer) teve o nome de "Red Book" e é difícil de obter. Em meados da década de 1960, foi publicada uma réplica fiel do livro de Ingram com uma capa branca e letras douradas foi vendida aos descendentes directos de John Bell e também é difícil de encontrar hoje em dia. O livro original de Ingram, bem como todas as suas reproduções, tinha como fonte principal o diário de Richard William Bell que listava várias testemunhas dos acontecimentos, incluindo o general Andrew Jackson. Contudo, o futuro presidente dos Estados Unidos nunca fez qualquer referência à chamada Bruxa dos Bell em nenhuma das suas cartas, diários ou crónicas.
Aquele que é conhecido como o "Black Book" foi escrito muito depois e reproduzia grande parte do que o livro de Ingram dizia sobre a Bruxa dos Bell. Foi publicado em 1934 por Charles Bailey Bell, um bisneto de John Bell.
Os livros "Thirteen Tennessee Ghosts" e "Jeffrey" de Kathryn Tucker Windham incluem a história da Bruxa dos Bell.
O "Guidebook for Tennessee", publicado pela Works Project Administration em 1939 também incluiu um relato que difere do de Ingram nas páginas 392 e 393.

## Na cultura popular
- O livro "Other Words", publicado com o pseudónimo de Barbara Michaels (Barbara Mertz) em 1999, inclui uma versão detalhada da lenda da Bruxa de Bell.
- "All That Lives", publicado em 2002 é um romance baseado na lenda e o título vem da resposta que a bruxa terá dado à pergunta "o que és?", "sou tudo o que vive".
- "Bell Witch: The Movie" com Betsy Palmer, foi filmado em 2002 no Tennessee e lançado directamente em DVD em Setembro de 2007.
- "The Bell Witch Haunting" é um filme de 2004 produzido pela Willing Hearts Productions. Foi filmado perto do local original dos acontecimentos e o realizador afirmou ter tido dificuldades nas filmagens devido a pequenos acidentes como incêndios e diz que, na sua opinião, a Bruxa dos Bell pode ter sido a responsável.
- No dia 5 de Maio de 2006 estreou mais um filme baseado na lenda chamado "An American Haunting". O filme é de terror e foi escrito e realizado por Courtney Solomon que se baseou em grande parte no romance de Brent Monahan "The Bell Witch: An American Haunting". A explicação que o filme dá para os fenómenos paranormais vem do romance e afirma que John Bell abusou sexualmente da sua filha e que são as suas memórias distorcidas que a fazem pensar que os ataques foram efetuados por um ser paranormal. Apesar de ter sido baseado num romance e numa lenda, no princípio do filme afirma-se que este se baseia em fatos reais.[2]
- Em Outubro de 2003, o Nashville Ballet em colaboração com a Nashville Chamber Orchestra estrearam "The Blair Witch", um ballet de um ato com banda sonora de Conni Ellisor, coreografado por Ann Marie DeAngelo e com efeitos 3D feitos pelo artista Gerald Marks.
- Em 1993 a banda Mercyful Fate lançou um álbum chamado In The Shadows, sendo que a segunda faixa desse LP se chama "The Bell Witch".
- Em 10 de janeiro de 2015, os investigadores paranormais do reality show "Ghost Adventures", do Travel Channel, investigaram a caverna da Bruxa dos Bell, no estado do Tennessee, onde se diz que a bruxa ainda estaria assombrando visitantes.